# Station Eenrum
Station Eenrum was een station aan de spoorlijn Winsum - Zoutkamp van de Groninger Locaalspoorweg-Maatschappij (GLS). Eenrum was het eerste station aan de lijn vanaf Winsum. Het station werd geopend in 1922 en heeft tot oktober 1942 dienstgedaan, nadat het reizigersvervoer al in 1940 was beëindigd. Het stationsgebouw is in 1965 gesloopt.
Station Eenrum was een van de vijf stations van het standaardtype WZ van de Utrechtse architect Cornelis de Graaf, bouwkundige bij de  Staatsspoorwegen, en was gelijk aan de stations in Leens en Ulrum die, hoewel ook gesloten in 1942, nog steeds bestaan als gebouw.
0: Winsum ·
6,2: Eenrum ·
9,0: Wehe-Den Hoorn ·
12,3: Leens ·
13,7: Breweelsterweg ·
15,5: Ulrum ·
18,4: Zoutkamp
Appingedam · 
Bad Nieuweschans ·
Baflo · 
Bedum · 
Delfzijl · 
-West · 
Eemshaven ·
Grijpskerk · 
Groningen · 
-Europapark ·
-Noord ·
Haren · 
Hoogezand-Sappemeer · 
Kropswolde · 
Loppersum · 
Martenshoek · 
Roodeschool · 
Sauwerd · 
Scheemda · 
Stedum · 
Uithuizen · 
Uithuizermeeden · 
Usquert · 
Veendam · 
Warffum · 
Winschoten · 
Winsum · 
Zuidbroek · 
Zuidhorn
Voormalige stations: zie de lijst van voormalige spoorwegstations in Groningen